# Lars Vogt
Lars Vogt (Düren, Alemania, 8 de septiembre de 1970 - 5 de septiembre de 2022) fue un pianista y director de orquesta alemán.

## Biografía
Vogt estudió en la Hochschule für Musik und Theater de Hannover con Karl-Heinz Kämmerling. Aumenta su prominencia después de ganar el segundo premio en la Leeds International Piano Competition de 1990 y desde entonces ofreció importantes recitales y conciertos. Actuó como solista con las  orquestas filarmónicas de Berlín, Nueva York, Boston, París, Múnich, Londres, Estocolmo, Concertgebouw, Philharmonia, la Malher Chamber Orchestra, la Nippon Hoso Kyokai, Symphony Orchestra y la Orquesta de Santa Cecilia de Roma bajo la dirección de Simon Rattle, Christian Thielemann y Daniel Harding, entre otros.
Actuó regularmente en recital en Nueva York, Tokio, Londres, París, Viena, Roma y Ámsterdam. Fue invitado a los festivales de Lucerna, Salzburgo, Edimburgo y la Roque d’Anthéron.  
Fundó el festival "Spannungen" en Heimbach (Eifel) en 1998.  
En mayo de 2014, la Orquesta Real Sinfónica del Norte anunció la contratación de Vogt como su director musical, a partir de septiembre de 2015.
Vogt grabó comercialmente para etiquetas como EMI.
Falleció a los 51 años, el 5 de septiembre de 2022, un año y medio después de que le hubieran diagnosticado un cáncer hepático (marzo de 2021).

## Premios
- Premio Brahms (2004)
- Premio Eco Klassik (2004)
- "Großer Kulturpreis der rheinischen Sparkassen" (2006).

## Discografía
- Beethoven: Conciertos para piano Nos 1 & 2
- Mozart: Piano Recital
- Mozart: Piano Trío / Alban Berg: Sonata / Schönberg: Chambersymphony (Heimbach)
- Dvorak: Sonatina / Chaikovski: Piano Trío (Heimbach)
- Sonatas rusas para violonchelo, con Truls Mørk
- Sonatas francesas para violín, con Sarah Chang

- Grieg / Schumann: Conciertos para piano
- Schubert: Sonata No 21 D960 / 3 Klavierstuecke D946

- Schumann: Fantasía / Liszt: Sonata en Si menor
- Músorgski: Cuadros de una exposición, con Konrad Beikircher